# Suzuki Liana
Suzuki Liana (i USA, Kina og Pakistan kendt som Suzuki Aerio) var en personbil fra den japanske bilfabrikant Suzuki bygget mellem 2001 og 2008, som både fandtes som 4-dørs sedan og 5-dørs hatchback. Efterfølgende blev modellen udelukkende i Kina og Pakistan produceret og solgt frem til 2014.

## Beskrivelse
Efter at produktionen var startet i marts 2001 og modellen i foråret havde haft Europapremiere på Geneve Motor Show, blev modellen introduceret i Danmark i weekenden 18.-19. august 2001. I starten fandtes Liana som 5-dørs hatchback med en 1,3-liters benzinmotor med 66 kW (90 hk) og en 1,6-liters benzinmotor med 76 kW (103 hk). Kombiinstrumentet var i de første årgange digitalt.
Navnet Liana er en forkortelse for Life In A New Age, hvilket oversat til dansk betyder at "leve i en ny tidsalder".
I april 2002 startede produktionen af den 4-dørs sedan, og samtidig blev salget af forgængeren Baleno indstillet.
I februar 2004 fik Liana et facelift med en ny front hvilket bragte modellens design tættere på den japanske version, et nyt, analogt kombiinstrument og en ny midterkonsol med integreret cd-afspiller. I juni måned samme år blev en 1,4-liters dieselmotor med 66 kW (90 hk) fra PSA Peugeot Citroën tilføjet motorprogrammet, dog ikke i Danmark, og 1,6-liters benzinmotoren fik sin effekt let øget til 78 kW (106 hk).
I december 2007 udgik sedanmodellen af modelprogrammet, og herefter var den eneste tilgængelige model hatchbackmodellen med 1,6-liters benzinmotor med 78 kW (106 hk).
Produktionen af Liana blev helt indstillet i april 2008, hvorefter modellen blev afløst af Suzuki SX4.

## Billeder
- Liana bagfra
- Suzuki Liana sedan (2002–2004)
- Suzuki Liana sedan (2004–2007)
- Den faceliftede Liana sedan bagfra

## Tekniske data
|                                                | 1.3                      | 1.6                             | 1.6                             | 1.4 DDiS                  |
| Byggeår                                        | 2001–2006                | 2001–2004                       | 2004–2008                       | 2004−2006                 |
| Motordata                                      |                          |                                 |                                 |                           |
| Motorfabrikat                                  | Suzuki                   | Suzuki                          | Suzuki                          | PSA                       |
| Motorkode                                      | M13A                     | M16A                            | M16A                            | DV4TED4                   |
| Motortype                                      | R4-benzinmotor           | R4-benzinmotor                  | R4-benzinmotor                  | R4-dieselmotor            |
| Antal ventiler pr. cylinder                    | 4                        | 4                               | 4                               | 4                         |
| Ventilstyring                                  | DOHC, taktkæde           | DOHC, taktkæde                  | DOHC, taktkæde                  | DOHC, taktkæde            |
| Fødesystem                                     | Multipoint-indsprøjtning | Multipoint-indsprøjtning        | Multipoint-indsprøjtning        | Commonrail                |
| Trykladning                                    | –                        | –                               | –                               | Turbolader, ladeluftkøler |
| Køling                                         | Vandkøling               | Vandkøling                      | Vandkøling                      | Vandkøling                |
| Boring × slaglængde                            | 78,0 × 69,5 mm           | 78,0 × 83,0 mm                  | 78,0 × 83,0 mm                  | 73,7 × 82,0 mm            |
| Slagvolume                                     | 1328 cm³                 | 1586 cm³                        | 1586 cm³                        | 1398 cm³                  |
| Kompressionsforhold                            | 9,5:1                    | 9,7:1                           | 9,7:1                           | 18,4:1                    |
| Maks. effekt ved omdr./min.                    | 66 kW (90 hk) 5750       | 76 kW (103 hk) 5500             | 78 kW (106 hk) 5500             | 66 kW (90 hk) 4000        |
| Maks. drejningsmoment ved omdr./min.           | 116 Nm 4750              | 144 Nm 4000                     | 144 Nm 4000                     | 200 Nm 1750               |
| Kraftoverførsel                                |                          |                                 |                                 |                           |
| Drivende hjul (standardudstyr)                 | Forhjul                  | Forhjul                         | Forhjul                         | Forhjul                   |
| Drivende hjul (ekstraudstyr)                   | –                        | Alle                            | Alle                            | –                         |
| Gearkasse (standardudstyr)                     | 5-trins manuel           | 5-trins manuel                  | 5-trins manuel                  | 5-trins manuel            |
| Gearkasse (ekstraudstyr)                       | –                        | 4-trins automatisk              | 4-trins automatisk              | –                         |
| Præstationer                                   |                          |                                 |                                 |                           |
| Topfart                                        | 165 km/t                 | 170 km/t                        | 175 km/t (170 km/t)             | 170 km/t                  |
| Brændstofforbrug pr. 100 km ved blandet kørsel | 6,7 liter Blyfri 95      | 7,1 liter (7,9 liter) Blyfri 95 | 7,7 liter (7,5 liter) Blyfri 95 | 5,3 liter Diesel          |
| CO2-udslip ved blandet kørsel                  | 165 g/km                 | 171 g/km (192 g/km)             | 169 g/km (186 g/km)             | 141 g/km                  |

1. ↑  Denne motor findes ikke på det danske modelprogram
2. ↑  Værdier i parentes gælder for versioner med automatgear

Benzinmotorerne er af fabrikanten godkendt til brug med E10-brændstof.